# Шарль Нодьє
Шарль Нодьє (фр. Charles Nodier; 29 квітня 1780, Безансон — 27 січня 1844, Париж) — французький письменник, лексикограф і бібліофіл.

## Біографія
Народився Шарль Нодьє 29 квітня 1780 року у французькому місті Безансон, Походив з провінційної дрібної буржуазії, його батько в епоху Великої французької революції був головою революційного трибуналу в Безансоні. Революційні настрої юності змінилися згодом у Нодьє радше на гру в революціонера. 1802 року Нодьє написав віршований памфлет проти Наполеона, проте згодом став його прихильником і отримав місце в адміністрації, але за Реставрації видавав себе за жертву Імперії.
Нодьє написав декілька романів: «Jean Sbogar» (Жан Сбогар , 1818), «Peintre де Saltzbourg» (Зальцбурзький живописець, 1803). Проте для нього характерні насамперед жанри фантастичної новели: «Smarra» (Смарра, 1821), «Lord Rutween, ou Les vampires» (Лорд Ретвін, або Вампіри, 1820); казки: «La Fée aux miettes» (Фея крихт, 1832), «Trilby» (Трільбі, 1822) та релігійної легенди: «La légende de sœur Béatrix» (Легенда про сестру Беатріче).
У 1824 році Нодьє був призначений бібліотекарем Арсеналу, це відкрило йому доступ до рідкісних і забутих книжок, які він невтомно пропагував (зокрема, у 1835 році він випустив бібліографію французьких літературних безумців — цю справу в XX ст. продовжив Ремон Кено і Андре Блавьє). Він залишався на цій посаді до кінця свого життя. Квартира Нодье стала місцем першого об'єднання французьких романтиків («Сенакль»), де переважали представники дворянської літератури 20-х років. Друкованим органом «Сенаклю» Нодьє був журнал «La muse française» (Французька муза) католицького і монархічного напряму. «Сенакль» Нодьє зіграв значну роль в розвитку романтизму, але розпався до початку 30-х років. Він був обраний членом Французької академії в 1833 році, також членом Ентомологічного товариства Франції, коли воно було сформовано в 1832 році, та став членом ордена Почесного легіону.
Нодьє помер у Парижі 29 січня 1844 року й похований на кладовищі Пер-Лашез.

## Сім'я
Мав дочку Марію, якій поет Алексіс-Фелікс Арвер присвятив сонет «Секрет», що вважається класикою французької поезії романтичного періоду.

## Твори
- 1798 : Dissertation sur l'usage des antennes dans les insectes
- 1800 : Pensées de Shakespeare extraites de ses ouvrages
- 1801 : Bibliographie entomologique
- 1802 : La Napoléone, pamphlet
- 1802 : Stella ou les proscrits, roman
- 1803 : Le peintre de Salzbourg, journal des émotions d'un cœur souffrant, roman
- 1804 : Prophétie contre Albion
- 1804 : Essais d'un jeune barde, recueil de poésie
- 1806 : Les Tristes, ou mélanges tirés des tablettes d'un suicidé
- 1808 : Dictionnaire des onomatopées françaises
- 1808 : Apothéoses et imprécations de Pythagore
- 1810 : Archéologie ou système universel des langues
- 1812 : Questions de littérature légale
- 1815 : Histoire des sociétés secrètes de l'armée
- 1815 : Napoléon et ses constitutions
- 1816 : Le vingt et un janvier
- 1818 : Jean Sbogar, histoire d'un bandit illyrien mystérieux
- 1819 : Thérèse Aubert, roman d'amour pendant les guerres vendéennes
- 1820 : Le Vampire, mélodrame
- 1820 : Mélanges de littérature et de critique, 2 volumes
- 1820 : Adèle, roman
- 1820 : Voyages pittoresques et romantiques dans l'ancienne France, avec le baron Taylor,
- 1820 : Romans, nouvelles et mélanges, 4 volumes
- 1821 : Smarra, ou les démons de la nuit, conte fantastique
- 1821 : Promenade de Dieppe aux montagnes d’Écosse
- 1821 : Le Délateur, drame
- 1821 : Bertram, ou le château de Saint-Aldobrand, tragédie
- 1822 : Trilby ou le Lutin d'Argail, conte fantastique
- 1822 : Infernaliana
- 1823 : Essai sur le gaz hydrogène et les divers modes d'éclairage artificiel
- 1823 : Dictionnaire universel de la Langue française
- 1826 : Bibliothèque sacrée grecque-latine de Moïse à saint Thomas d'Aquin
- 1827 et 1829 : Poésies diverses
- 1828 : Faust, drame
- 1829 : Mélanges tirés d'une petite bibliothèque
- 1830 : Histoire du roi de Bohême et de ses sept châteaux
- 1830 : De quelques phénomènes du sommeil
- 1831 : Souvenirs, épisodes et portraits pour servir à l'histoire de la Révolution et de l'Empire, 2 volumes
- 1831 Les sociétés populaires
- 1832 : '[La Fée aux miettes, conte fantastique
- 1832 : Mademoiselle de Marsan, conte fantastique
- 1832 : Jean-François les Bas-bleus
- 1832 : Rêveries littéraires, morales et fantastiques
- 1832 : Souvenirs de la jeunesse
- 1833 : Le dernier banquet des Girondins
- 1833 : Trésors des fèves et fleurs des pois
- 1834 : Notions élémentaires de linguistique
- 1834 : Du langage factice appelé macaronique
- 1834 : M. Cazotte
- 1835 : La Péninsule, tableau pittoresque, contes en prose et en vers
- 1835-1836 : La Saône et ses bords
- 1836-1837 : La Seine et ses bords
- 1837-1840 : Paris historique, 3 volumes
- 1837 : Inès de Las Sierras
- 1838 : Les quatre talismans et la légende de sœur Béatrix
- Bonaventure Desperiers
- 1839 : La neuvaine de la chandeleur et de Lydie
- 1840 : Souvenirs et portraits de la Révolution
- 1842 : Description raisonnée d'une jolie collection de livres
- Stances à M. Alfred de Musset
- 1844 : Journal de l'expédition des Portes de Fer
- 1844 : Franciscus Columna